# Monte Tenakourou
O monte Tenakourou (também escrito Ténakourou, Tena Kourou ou Téna Kourou) é um monte situado sobre a fronteira Burquina Fasso-Mali, que constitui o ponto mais alto do território de Burquina Fasso. A colina está situada numa região de relevo suave, parte das montanhas Atakora, que se estendem pelos países vizinhos, na fronteira da região das Cascatas de Burquina Fasso e da região de Sikasso, no Mali, não muito longe da nascente do rio Volta Negro. Tem uma altitude de 747 metros. A colina faz parte do maciço de arenito paleozoico do sudoeste de Burquina Fasso e foi formada pela inclinação do Planalto Central do país. O terreno circundante é relativamente plano e tem cerca de 400 metros de altitude.
O Tenakourou está localizado a 46 km a noroeste de Sindou e pode ser alcançado através de Kankalaba. Outras cidades próximas são Orodara (Burquina Fasso) e Loulouni (Mali). Uma das suas atrações é o cume, que oferece uma vista sobre três países: Burquina Fasso, Mali e Costa do Marfim, esta a 13 km a sul e sudoeste.[6][7] Em 1974, os franceses ergueram uma pilha de pedras no cume para elevar sua elevação para 750 metros. Entre 2003 e 2005, o organismo de turismo burquinês organizou uma série de escaladas de alto nível da colina para aumentar o seu potencial turístico.
O nome Tenakourou significa "a colina de Tena" na língua diúla. Tena é o nome da vila de cerca de 600 habitantes que fica no sopé do pico, cercada por matagal. O seu nome significa "sente-se aqui". A vila possui uma mesquita e uma escola, e às vezes sedia um Festival de Artes. O monte não é muito conhecido e são ocasionais as visitas turísticas.
Embora a área seja considerada um ponto crítico de diversidade vegetal, ainda é relativamente negligenciada em termos de pesquisa científica.[9] Algumas das espécies encontradas são:
| - Andropogon sp. - Cajanus kerstingii - Capparis sp. - Clematis hirsuta - Crotalaria sp. - Crotalaria ononoides - Cymbopogon giganteus - Leptospron adenanthum - Ludwigia hyssopifolia | - Panicum phragmitoides - Polygala sp. - Schizachyrium sp. - Schizachyrium exile - Scleria bulbifera - Sida sp. - Solanum sp. - Trema orientalis - Vitex chrysocarpa |

Várias espécies de fungos do género Scleroderma foram também identificadas.

## Galeria

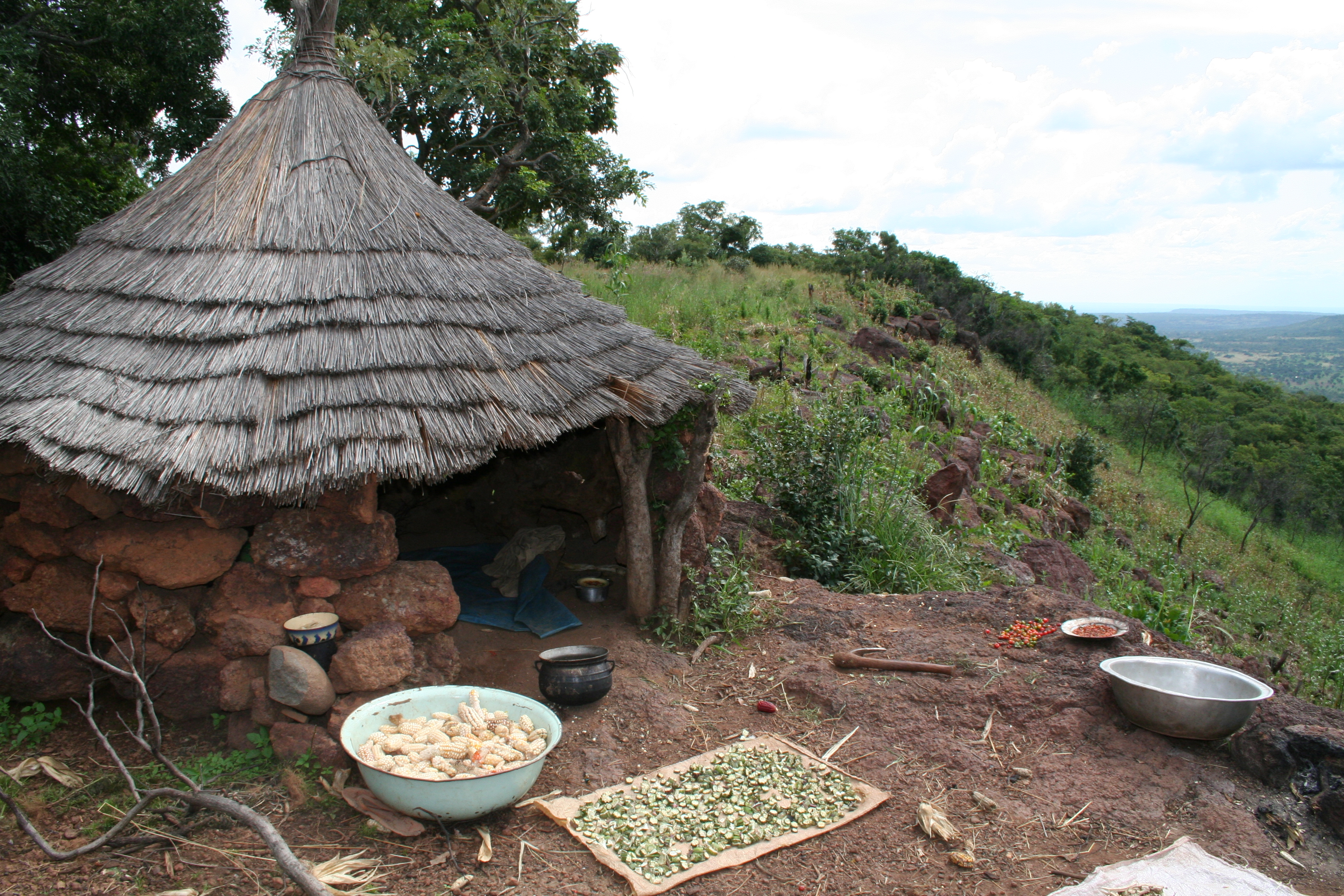
Uma cabana perto do cume do Tenakourou
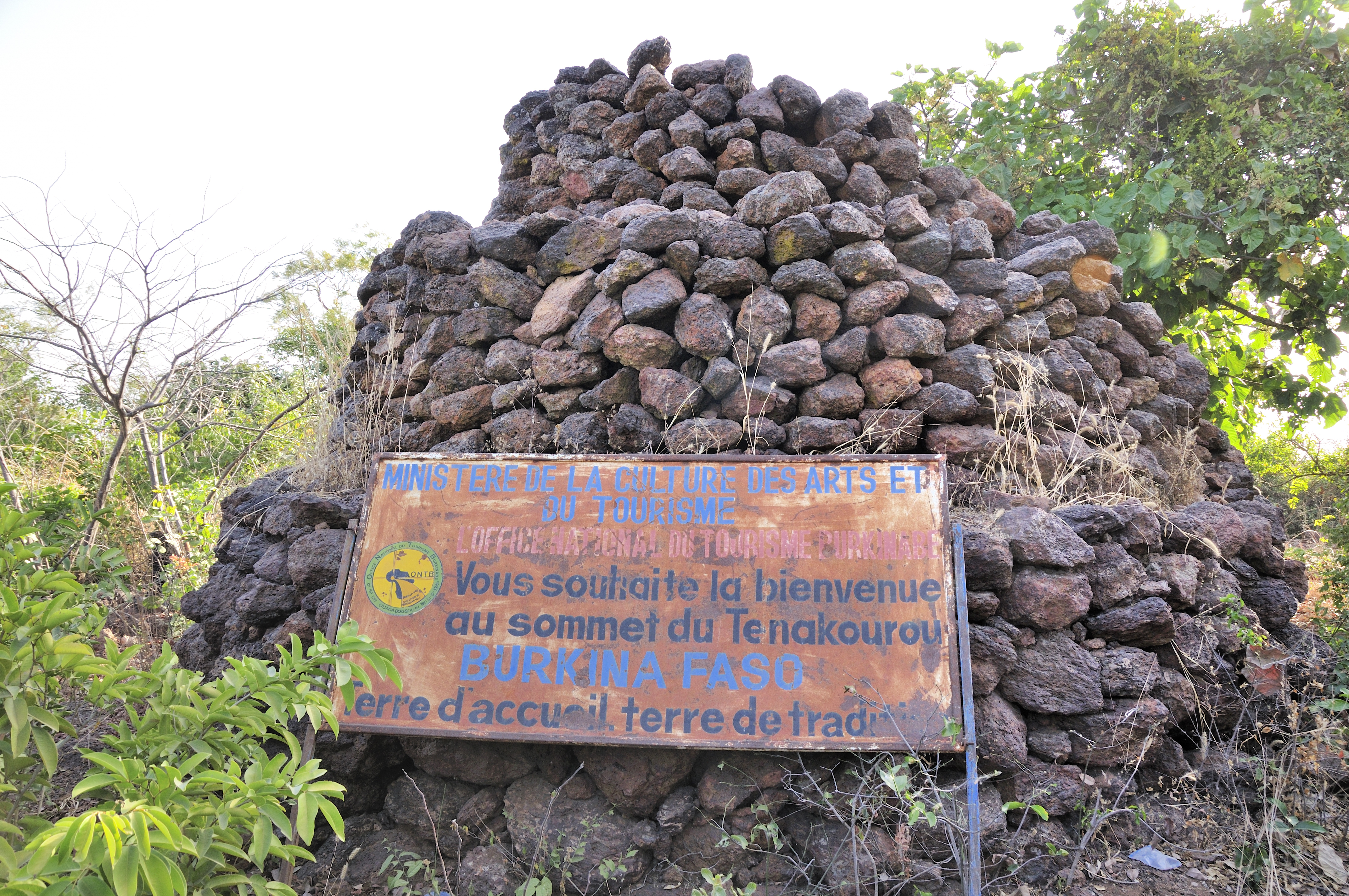
Pedras no topo do Tenakourou
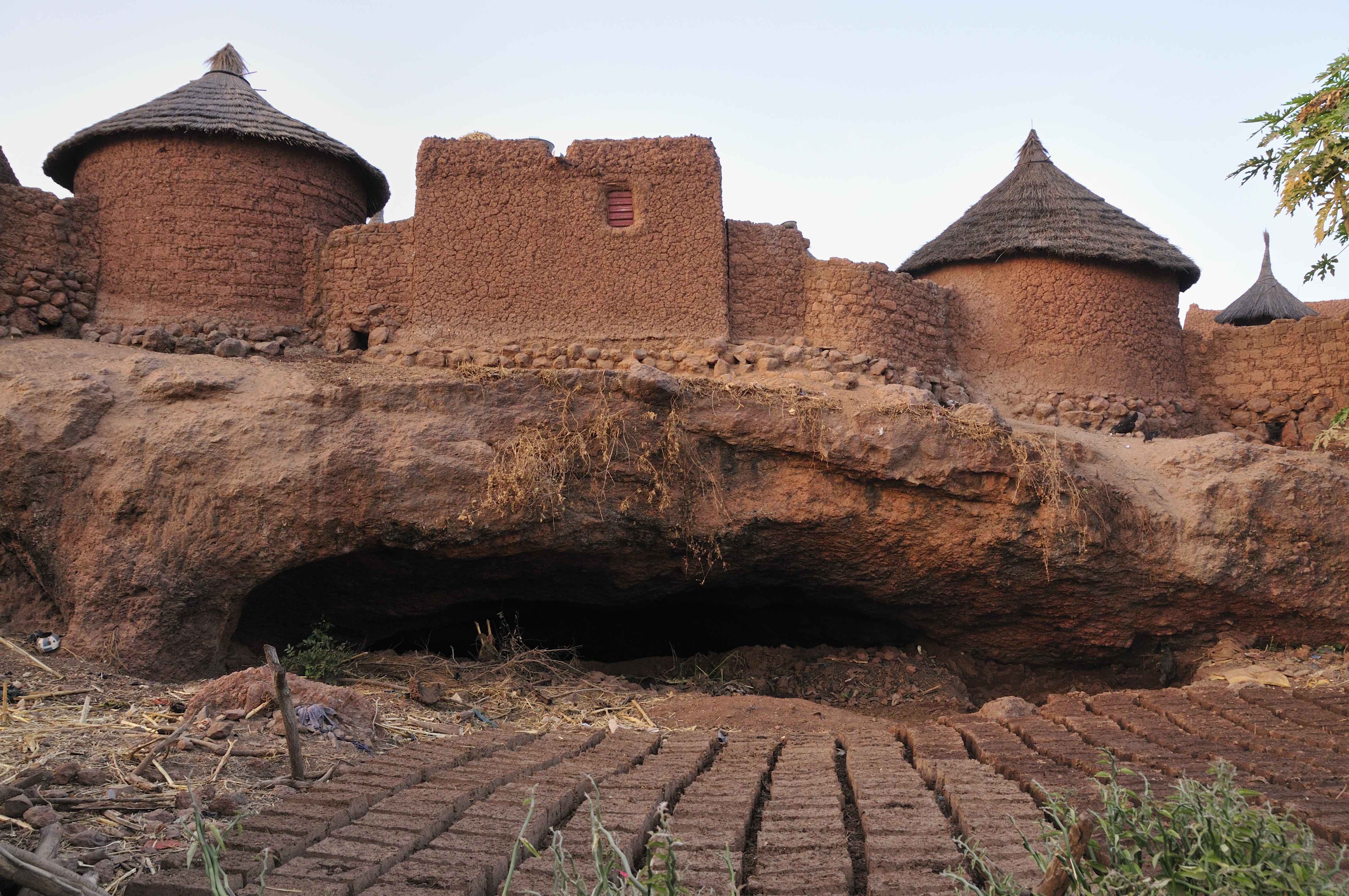
Aldeia em encosta do Tenakourou
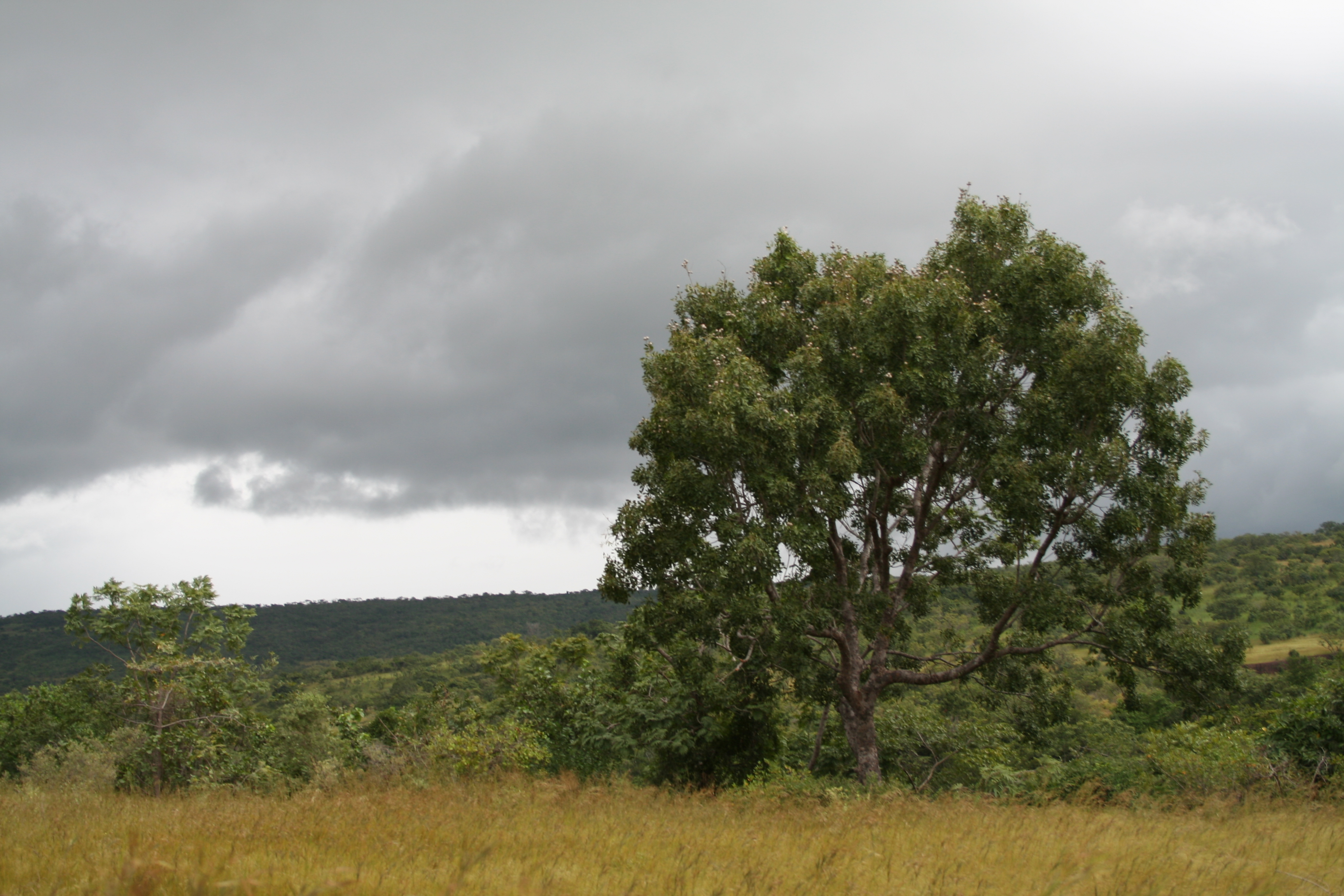
Khaya senegalensis perto do monte Tenakourou